# Satureja fortii
Satureja fortii là một loài thực vật có hoa trong họ Hoa môi. Loài này được Pamp. miêu tả khoa học đầu tiên năm 1928.